# Борис Гигов
Борис Гигов Алексов Михайлов е български революционер, деец на Вътрешната македоно-одринска революционна организация.

## Биография
Борис Гигов е роден в 1883 година в град Велес, тогава в Османската империя. Завършва начално българско училище, IV отделение в родния си град. В 1903 година става член на ВМОРО и като легален деец подпомага революционната организация - изпълнява куриерски задачи, превежда хора и товари през Вардар, обикаля по селата и организира революционни комитети.
При избухването на Балканската война в 1912 година е доброволец в Македоно-одринското опълчение и служи в четата на Петър Лесев, с която взима участие в сражението с турците между Войница и Крайници.
Взима участие в Първата световна война от 1915 до 1918 година като войник в Първи пехотен македонски полк на Единадесета дивизия. Участва в боевете на фронта на Беласица, Дойранското езеро, Бутковското езеро, Серската планина, село Пепелище, Криволак и Ерникьой.
На 18 март 1943 година, като жител на Велес, подава молба за българска народна пенсия, която е одобрена и пенсията е отпусната от Министерския съвет на Царство България.